# Jacob Hartog Prijs
De Jacob Hartog Prijs of Jacob Hartogprijs is een Nederlandse kunstprijs, die sinds 1952 wordt toegekend aan kunstenaars die lid zijn van de Pulchri Studio in Den Haag.

## Geschiedenis
Jacob Hartog (1875-1962) was een Nederlands ondernemer, hij was bestuurslid van de Margarine Unie en medeoprichter van Unilever. Hij was een liefhebber van kunst en lid van het schilderkunstig genootschap Pulchri Studio, dat hem in 1951 tot erelid benoemde. Hartog stelde in 1952 een prijs in die diende te worden uitgereikt bij de voorjaarstentoonstelling van Pulchri. Jaarlijks zou aan de winnaars een bedrag worden uitbetaald van 500 (1e prijs), respectievelijk 250 gulden (2e prijs). In het eerste jaar wonnen Sierk Schröder (met een portret van Cornelis Veth) en Jan van Heel (met een stilleven met haan).
Hartog had aanvankelijk bepaald dat de prijs tot vijf jaar na zijn dood zou worden toegekend. Ter gelegenheid van zijn gouden bruiloft stelde hij echter nog een som geld beschikbaar. Bij zijn overlijden in 1962 werd de Jacob Hartog Stichting opgericht, met als doel "het bevorderen van de beoefening van en de belangstelling voor de kunst, in het bijzonder de schilder- en beeldhouwkunst en de grafiek". Nog steeds wordt jaarlijks een prijs uitgekeerd aan kunstenaars die lid zijn van de Pulchri Studio en die "een bijzondere prestatie hebben geleverd dan wel in het algemeen blijk hebben gegeven van bijzondere begaafdheid". De prijs (€ 2500 in 2020) wordt toegekend door een jaarlijks wisselende jury, die in elk geval bestaat uit de voorzitter van Pulchri en de prijswinnaar van het jaar ervoor.
In het Pulchrigebouw hangt een plaquette met het portret van Hartog, in 1962 vervaardigd door Dirk Bus. Bij de najaarssalon van Pulchri wordt de Van Ommeren de Voogtprijs uitgereikt en tot 1969 de Jacob Marisprijs.

## Enkele winnaars
- Per Abramsen (1989)
- Kees Andrea (1954)
- Riëlle Beekman (2015)
- Hermanus Berserik (1963)
- Theo Bos (2012)
- Piet van Boxel (1962, 1986)
- Ardi Brouwer (2016)
- Rudolf de Bruyn Ouboter (1963)
- Rein Draijer (1968)
- Paul Citroen (1953)
- Cor van Dijk (2004)
- Thaddeus van Eijsden (1959)
- Nora van der Flier (1960)
- Marinus Fuit (2002)
- Cor van Gulik (1994)
- Marjolein van Haasteren (2020)
- Pien Hazenberg (2023)
- Lisa van der Heijden (2021)
- Jan van Heel (1952)

- Jozef van der Horst (2018)
- Edith Imkamp (1965)
- Hens de Jong (1970)
- Erik van der Kooy (2019)
- Ton van Kints (2022)
- Frank Letterie (1961)
- Rozemarijn Lucassen (2011)
- Anton Martineau (1984)
- Yke Prins (2017)
- Jos van Riemsdijk (1957)
- Jan Roëde (1968)
- Vittorio Roerade (2013)
- Sierk Schröder (1952)
- Dick Stapel (1943)
- Piet Warffemius (1997)
- Aart van den IJssel (1971)
- Peter Zwaan (2014)